# Кузнечиха (Палехський район)
Кузнечиха (рос. Кузнечиха) — присілок в Палехському районі Івановської області Російської Федерації.
Населення становить 45 осіб. Входить до складу муніципального утворення Раменське сільське поселення.

## Історія
Від 2005 року входить до складу муніципального утворення Раменське сільське поселення.

## Населення
| 1859 | 1905 | 2002 | 2010 |
| ---- | ---- | ---- | ---- |
| 166  | ↗199 | ↘73  | ↘45  |